# Villa Nitti
Villa Nitti è una villa di Acquafredda di Maratea (PZ), ubicata a picco sul mare, sulla cosiddetta punta San Pietro.

## Storia
Villa Nitti è una costruzione di grande valore architettonico che trova la sua origine nel XIX secolo: essa infatti nasce dalla preesistente casina Marsicano, centro di una tenuta agricola specializzata nella produzione di arance ed uva, proprietà della famiglia omonima. Allora l'edificio era quello di una piccola casa rurale, illeggiadrita da piccole modifiche solo nel primo Novecento.
Nel 1918 la casina e la tenuta, in posizione panoramica con vista sul mare e su tutto il litorale, furono acquistate da Francesco Saverio Nitti, allora presidente del consiglio, il quale lasciò alla villa il nome con cui è ancor oggi ricordata.
Nitti, tra il 1920 e il 1921 commissionò all'allora noto architetto veneziano Vincenzo Rinaldo, un ambizioso restauro e ampliamento della casa preesistente, che portò radicali cambiamenti alla struttura. Il nuovo abitato venne concepito in uno stile composito tra neogotico, di cui il Rinaldo era maestro, e déco. Il progetto originale, pur realizzato in buona parte, non fu del tutto portato a compimento.
Negli anni 1970 il complesso e la tenuta passarono di proprietà, divenendo patrimonio della Regione Basilicata, che negli stessi anni dell'acquisto, predispose un progetto di restauro e riconversione ad opera dell'architetto Mastroberti, il quale compromise in parte l'assetto rinaldiano della villa, decretando anche la rimozione dell'aranceto di Nitti.
A partire dal 1º marzo 2012 Villa Nitti è diventata la sede delle attività formative della Fondazione Francesco Saverio Nitti, ed ospita i corsi di alta formazione politica promossi dalla detta Fondazione.

## Descrizione
La villa si presenta come un edificio sviluppato in lunghezza lungo il litorale di Acquafredda; la facciata è suddivisa in tre parti partendo da sinistra: la vecchia casina di due piani; la nuova parte centrale, anch'essa di due piani ma nello stile della terza parte, ossia la torretta, di tre piani e sporgente in avanti.
La parte vecchia, dopo le modifiche di Rinaldo, appare scandita da monofore rettangolari che ne evidenziano i livelli.
La parte centrale, con linee tra il neogotico, il bizantino e il decò caratteristiche anche della torretta, ha delle monofore rettangolari al piano terra e a tutto sesto al piano nobile; la terminazione, percorsa da cornicione dentellato, è occupata da una grande terrazza delimitata da una merlatura tipicamente neogotica, con funzione di balaustra.
La torretta, elemento peculiare dell'abitato, ha una facciata con sole aperture a tutto sesto: una bifora al piano terra, una trifora al primo piano, una quadrifora al secondo; tali aperture sono sostenute da colonnine con capitelli corinzi in cemento. La terminazione, con una cornice a dentelli trilobati, è anche qui sovrastata da merli neogotici.

Internamente la torre ha una grande scala che conduce al secondo piano, dando accesso alla terrazza che sovrasta la parte bassa della villa; sul tetto della torre si apre un ampio lucernaio circolare chiuso da un vetro, il quale dà luce all'intero ambiente in maniera originale.
La villa possiede anche degli antichi annessi rurali, esempio di architettura legata al mondo agricolo dell'area. Un tempo esisteva, in riva al mare, una rimessa per le barche dei Nitti, oggi andata perduta.